# Ahmed İbrahim Resmî

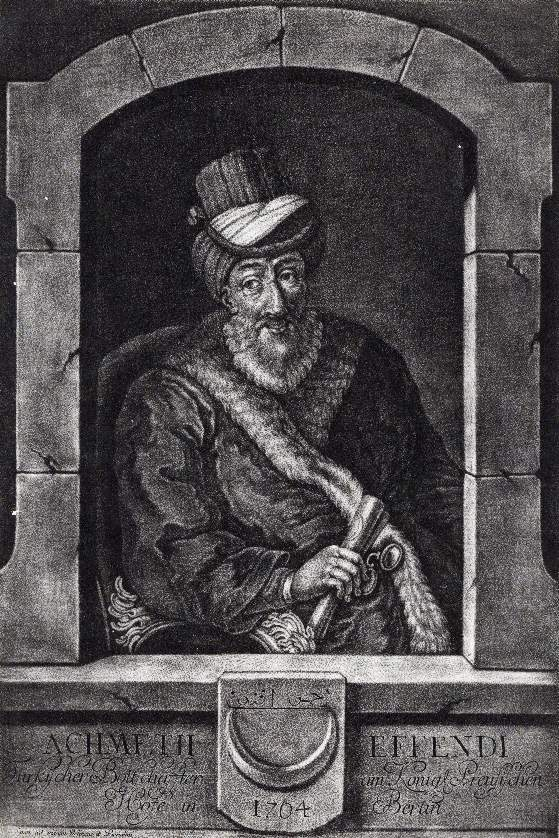
Ahmed İbrahim Resmî; Kupferstich von Johann Friedrich Bause

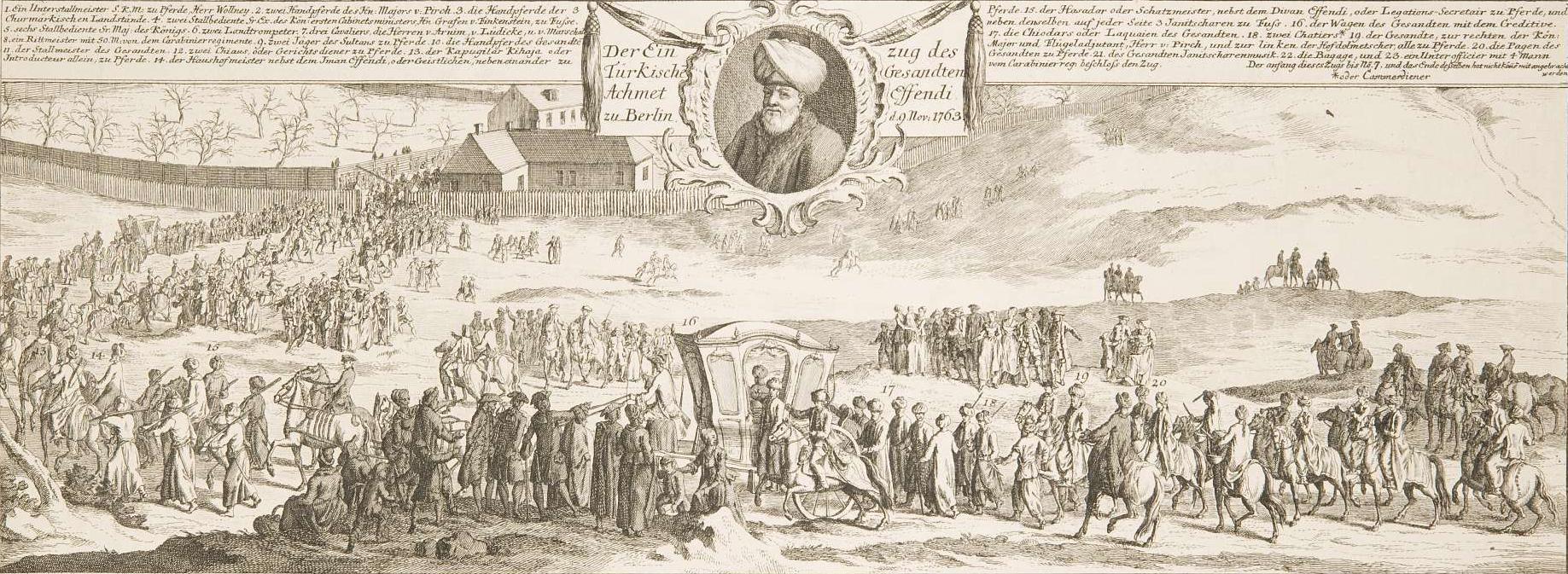
Einzug des türkischen Gesandten Ahmed Resmi Efendi in Berlin 1763 (nach Johann David Schleuen)

Ahmed İbrahim Resmî auch Ahmet Resmi Efendi bzw. Giridî, „der Kreter“, genannt (* 1694, 1695 oder 1700 in Rethymno [türk. Resmo] auf Kreta [türk. Girit]; † im August 1783 in Istanbul) war ein Chronist und hoher Staatsbeamter des Osmanischen Reiches.

## Leben
Über die Jugend von Ahmed İbrahim Resmî ist nichts bekannt. Er kam 1733, 1734 oder 1735 nach Istanbul, wo er als Schüler von Abdullah al-Husayn und Abu al-Tijah Kalligraphie und Stilistik studierte. Ahmed heiratete eine Tochter des Re'îs Efendi (Sekretär bei Hofe), Ta'ûkçi Mustafa und trat in den Dienst bei Hof ein. Seine Tätigkeit als muderris (Professor an einer medrese), sowie sein Ehrentitel hacı lassen auf erfolgreich absolvierte Prüfungen und eine Pilgerreise nach Mekka schließen, nähere Angaben sind in den Chroniken seiner Zeit nicht zu finden. Er war mit einer Reihe von Intellektuellen und Reformern eng verbunden, die abendländische diplomatische Usancen im ottomanischen Reich bekannt machen wollten und auch einige der ersten privat geführten öffentlichen Büchereien in Istanbul gründeten. Einige seiner Gönner waren hohe Staatsmänner und Literaten des 18. Jahrhunderts.
Ahmed İbrahims erstes Amt im Jahre 1747 war das eines Steuerbeamten (baş muqata'acı). 1749 starb sein Stiefvater und Förderer Tavukçubaşı Mustafa, ein Diplomat und enger Mitarbeiter des Großwesirs und Ahmed schrieb seine ersten Werke, um seine literarischen Kenntnisse an der Hohen Pforte bekannt zu machen. 1757 war er Mitglied einer Gesandtschaft an den kaiserlichen Hof in Wien, die im Auftrag des neuen Sultans Mustafa III. (1757–74) unterwegs war. Nach Istanbul kehrte er 1758 wieder zurück.
Die erste osmanische Gesandtschaft nach Berlin zum Hofe des Preußenkönigs Friedrich der Große leitete er als Botschafter in den Jahren 1763 bis 1764. Über beide Reisen hat er ausführliche Berichte verfasst, nicht nur über diplomatische Ereignisse, sondern auch über Personen und Politik der besuchten Länder. Seine Berichte weckten an der Hohen Pforte nicht nur das Interesse an abendländischer Politik, sondern führten auch dazu, dass Sultan Selim III. ständige Botschafter in viele europäische Staaten entsandte.
Nach dieser Botschaftsreise wurde Ahmed İbrahim Leiter des Korrespondenzbüros am Hofe des Großwesirs (mektupçu). 1765 erhielt er das Amt eines Hofmarschalls oder Pfortenmarschalls (çavuşbaşı). Er war zweiter Stellvertreter des Großwesirs Moldovani 'Ali Paşa und seines Nachfolgers Muhsinzade Mehmed Paşa während des Osmanisch-Russischen Krieges 1768–1774 an der Bulgarien-Front. Ahmed wurde in den Berichten darüber als Berater und als großzügiger Helfer verwundeter Soldaten genannt. Da er aber auch kritische Berichte über die osmanische Militärorganisation verfasste, wurde seine weitere Karriere durch Intrigen gestoppt. Er war Mitunterzeichner des Friedensvertrages von Küçük Kaynarca (1774) und bekam auch danach noch einige Ämter am Sultanshof als Sinekuren zugewiesen. Eben wegen seiner Beteiligung an diesem für das Osmanische Reich demütigenden Frieden fiel er bei dem auf Mustafa III. folgenden neuen Sultan Abdülhamid I. bald in Ungnade. Über seinen Tod gibt es nur spärliche Nachrichten, er starb – inzwischen schon erblindet – am 31. August 1783 und einer seiner Söhne richtete das Begräbnis im Bezirk Selîmiyye in Skutari aus. Ahmed Resmis Schwager, Ahmed Asmi Efendi, der ihn schon 1763/64 nach Berlin begleitet hatte, wurde 1791 mit einer weiteren osmanischen Gesandtschaft erneut nach Berlin entsandt. Weitergehende Informationen über seine Familie konnten nicht gefunden werden.

## Das Werk
- 1749: Hamıletü'l-kübera, eine biographische Auflistung aller Obersten Schwarzen Eunuchen (kızlar ağaları) des Sultans-Harems, von Mehmed Ağa (1574–90) bis zu Moralı Beşir Ağa II. (1746–52). 38 Eunuchen sind mit einer Kurzbiographie darin verzeichnet. Das Werk war sein erster Schritt, um sich einen Namen als Stilistiker bei seinen Gönnern zu machen.
- 1749: Sefinetü'r-rü esa, oder Halifetü'r-rü esa, eine biographische Auflistung aller Obersten Sekretäre (re'isü'l-küttab) bis 1744, das er dem Statthalter Koca Ragıb Mehmed widmete. Das Werk wurde von Süleyman Fa'ik bis 1804 weitergeführt.
- 1758: Viyana sefaretnamesi, ein Bericht über seine Reise als Begleiter der Botschaft nach Wien, unmittelbar nach seiner Rückkehr in Istanbul verfasst.
- nach 1764: Sefaretname-i Ahmed Resmi, oder Sefaratname'i Prusya, ein genauer Bericht seiner Botschaftsreise nach Berlin, mit einem Tagebuch, einer genauen Beschreibung der Städte am Wege, der Treffen mit Friedrich dem Großen und einer Charakteristik desselben. Dieses Buch und das vorangegangene über die Wien-Reise waren oft benutzte Werke, die auch ins Englische übersetzt wurden.
- 1769: Layiha (1), ein Memorandum an den neuen Großwesir Halil Paşa (1769–70). Es beschäftigt sich mit dem Feldzug von 1769, einem Thema, das er nicht nur einmal behandelte. In mehreren Punkten listet er akribisch die Unzulänglichkeiten besonders bei der Versorgung der Armee auf.
- 1772: Layiha (2), dasselbe Thema, diesmal an Muhsinzade Efendi gerichtet. Davon gab es ebenfalls sehr viele Abschriften, die als Reformgrundlagen benutzt wurden. Vehement tritt er für einen Friedensschluss ein, da die osmanische Armee den Russen unterlegen sei – ein neuer Tonfall in militärisch-politischen Berichten.
- 1781: Hulasatü'l-i'tibar, eine kritisch-satirische Geschichte des osmanisch-russischen Krieges von 1768 bis 1774. Ahmed Ibrahim war Teilnehmer von 1771 bis 1774 und erlebte so direkt alle Fehler der Janitscharen-Truppen. Das kritische Werk kursierte in vielen Abschriften bis ins 19. Jahrhundert hinein. Heinrich Friedrich von Diez übertrug diesen Bericht 1815 ins Deutsche.